# 法蘭西斯 (1839年)
法蘭西斯是一艘於1839年、在南澳大利亚州因康特湾所建的独桅纵帆船。該船在1840年8月29日在南尼普頓島附近海域失事。根據當時的報紙報導，尚存的船員上岸後有50天是靠著吃企鵝肉過活，之後送兩名
到林肯港求助。而剩下在南尼普頓島的船員之後也全數救起。該船的沈船遺址由大英國協王國的1976年歷史沉船法所保護，而遺址位於35°33′00″S 136°12′00″E / 35.55000°S 136.20000°E。至今，研究人員尚未尋獲該船遺址。